# Debian GNU/NetBSD
Debian GNU/NetBSD是Debian操作系统的一个分支，它使用NetBSD的内核、GNU的软件，还有Debian的其它一些工具，比如Debian APT、Debian dpkg。这个计划的产生，主要是因为NetBSD支持的硬件平台相当的多，目前为止，支持大约50多种硬件平台，使用NetBSD内核也是为了使Debian支持更多的系统平台，让更多的人体验到Debian和自由软件给用户带来的方便。
Debian GNU/NetBSD在2002年之後，再沒有任何的更新。

## 外部連結
- Debian GNU/NetBSD（页面存档备份，存于）